# 亀井茲明

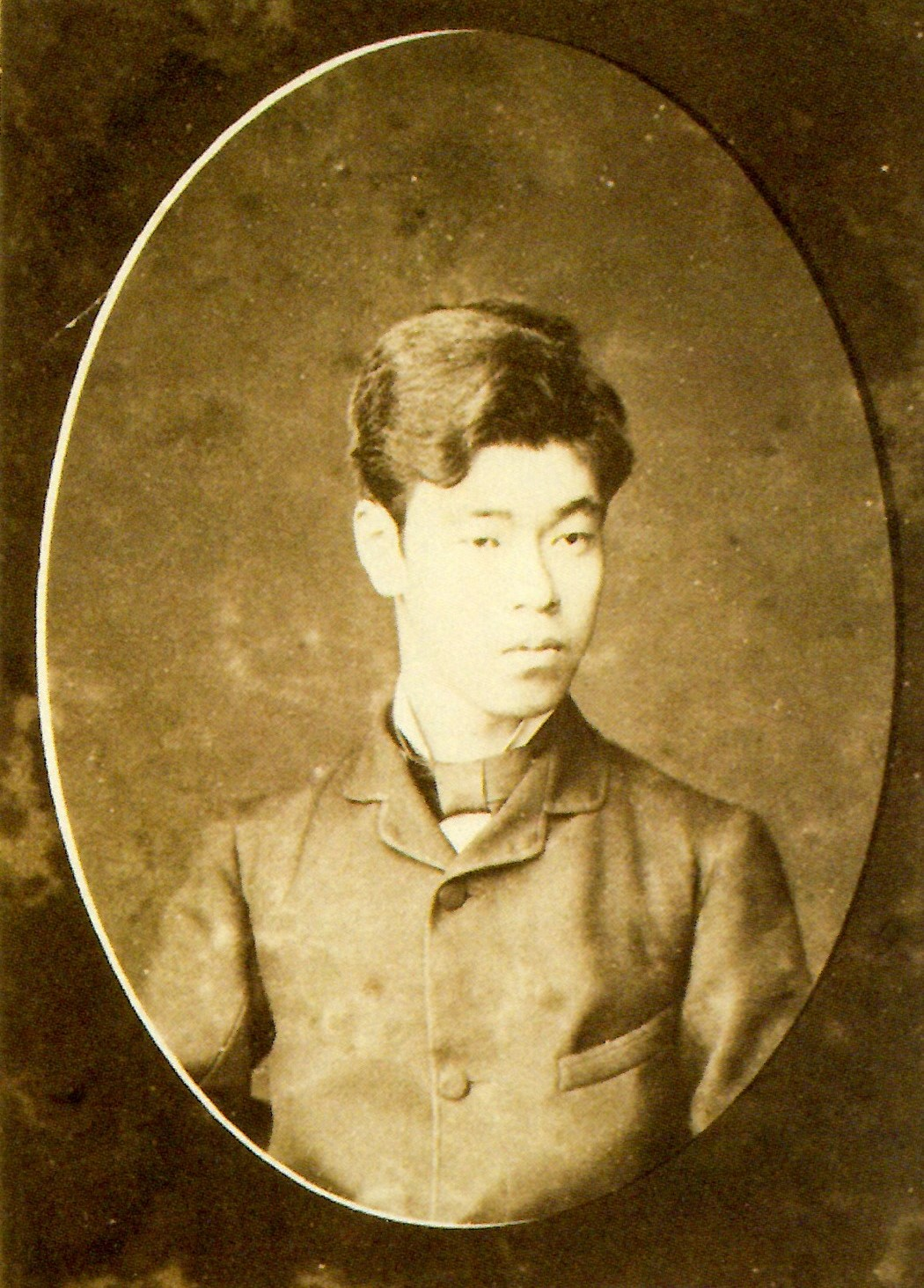
亀井茲明

亀井 茲明（かめい これあき、文久元年6月15日（1861年7月22日） - 明治29年（1896年）7月18日）は、江戸時代末期から明治時代にかけての官僚、写真家。また石見国津和野藩主であった亀井伯爵家第13代当主、伯爵。

## 生涯
文久元年（1861年）、堤哲長の三男として産まれる。幼名は亀麿。明治4年（1871年）、11歳で宮中に上がり、明治天皇の給仕役を務める。明治8年（1875年）、亀井子爵家第12代当主で、子のなかった亀井茲監の養子となる。亀井家に入った後、津和野藩出身の洋学者西周から薫陶を受け、その後の人生を決定するほどの大きな影響を受けた。山辺丈夫からも英語を学んだ。
明治10年（1877年）、当時最盛期を迎えていたイギリスに随行者となった山辺丈夫とともに留学してユニヴァーシティ・カレッジ・ロンドン予科等で学ぶ。3年後に帰国し、明治16年（1883年）宮内省に勤務した。翌年、子爵となり、さらに明治19年（1886年）には休職してドイツ帝国、ベルリンへ留学。1年目は津和野藩出身の森鷗外の斡旋により、ドイツ語を習得した。ベルリンでは皇室での儀式儀礼を調査しながら、同時に美術や芸術に深い関心を寄せ、欧州各地で視察旅行を行い、染布や壁紙、美術品等多数を収集など1万6千点を収集した。美術論第一、第二、第三を著し、美術と国家の関係について研究を行った。1889年のパリ万国博覧会を観覧。1891年（明治24年）4月23日、養父の功により伯爵に陞爵。明治25年（1892年）、5年間の留学を終えて後に帰国した。
帰国後は、国家と美術のあり方について、事業方針「三策」（美術学校、美術館の設立・全国遊説・著書出版）を立案し、実施に移そうとするも、工場の火災等で失敗に終わった。
明治27年（1894年）に日清戦争が起きると、大本営にカメラマンとして従軍願書を提出、写真班を組織して日本最初の従軍カメラマンとなった。東京から広島へ至り、当時開港間もない広島港（宇品港）から出航。10月24日に花園河口に上陸、陸軍大将大山巌率いる第2軍に従い金州、旅順と移動、明治28年（1895年）5月まで撮影を続けた。この戦役では300枚以上を撮影し、「明治二十七八年戦役写真帖」を明治天皇に献上した。
この戦場生活で健康を損ない、明治29年（1896年）7月に36歳で死去した。諡号は愛蘭命、戒名は俊明院殿義德道英大居士と諡された。

## 家族
父は孝明天皇の側近で、藤原北家堤家の堤哲長、兄に甘露寺家に養子に入った松崎万長、その他兄弟に堤雅長、津守国敏。妻は日向国飫肥藩の第13代藩主・伊東祐相の娘・栄子、後妻にその妹の養子（ようこ）。子に長男亀井茲常（岳父に上杉茂憲）。娘の須賀子は子爵大河内正倫（大河内正質四男）の妻、孝子は子爵福羽真城の後妻、祥子は子爵河鰭実英の妻。

## 栄典
- 1896年（明治29年）
  - 7月17日 - 勲四等瑞宝章[5]
  - 7月18日 - 従三位[6]

## 出版物
明治30年（1897年）に写真集「明治二十七八年戦役写真帖」、明治32年（1899年）に戦場日記「従軍日乗」が亀井家によって出版された。近年では、1992年に柏書房より「日清戦争従軍写真帖-伯爵亀井茲明の日記-」が出版されている。